# Anatoliy Kartashov
Anatoliy Nikolayevich Kartashov (en russe : Анатолий Николаевич Карташов, né le 5 mai 1937 à Moscou, mort le 17 janvier 2005) est un joueur de water-polo soviétique (russe). Il remporte la médaille d'argent lors des Jeux olympiques de 1960 à Rome, en 1960.